# Jorge Medina Vidal
Jorge Medina Vidal (Montevideo, 4 de marzo de 1925 - Ib., 17 de junio de 2008) fue un poeta, ensayista, semiólogo, crítico literario y docente universitario uruguayo.

## Biografía
Licenciado en Letras en la Facultad de Humanidades y Ciencias de la Educación de la Universidad de la República. Fue profesor de Enseñanza Secundaria, del Instituto de Profesores Artigas, y titular de las cátedras de Teoría Literaria y Semiótica de la Facultad de Humanidades y Ciencias y de la Facultad de Arquitectura. Colaboró con las revistas Marginalia, Clinamen, Altamira, Aquí poesía, Cuadernos de Mercedes y en el diario El País.

## Obra poética
- Cinco sitios de poesía (1951)
- Para el tiempo que vivo (1955)
- Las Puertas (1962)
- Por modo extraño (1963)
- Las Terrazas (1964)
- Harpya destructor (1969)
- Situación anómala (1977)
- Poemas, poemenos (1981)
- Transparences (en colaboración con Monique Ruffié de Saint-Blancat) (1987)
- Poemas. Obra Completa (1996)

## Crítica y ensayo
- La poesía yámbica griega. Arquíloco e Hipenax (1956)
- El tópico de 'La cautiva' en la literatura rioplatense (1957)
- Aspectos de la poesía lírica de Cervantes (1959)
- Dos epitalamios bizantinos (1959)
- Visiòn de la poesía uruguaya en el siglo XX (1969)
- El 900 y el modernismo en la literatura uruguaya (1973)
- Dante (1975)
- Estudio sobre la novela ' Este domingo' de José Donoso (1978)
- Delmira Agustini: seis ensayos críticos (1982)